# Želízy
Želízy (en allemand : Schelesen) est une commune du district de Mělník, dans la région de Bohême-Centrale, en Tchéquie. Sa population s'élevait à 511 habitants en 2020.

## Géographie
Želízy se trouve à 2,2 km au nord-est de Liběchov, à 8 km au nord de Mělník et à 216 km au nord de Prague.
La commune est limitée par Tupadly et Vidim au nord, par Kokořín à l'est, par Vysoká et Dolní Zimoř au sud et par Libechov à l'ouest.

## Histoire
La première mention écrite de la localité date de 1410.

## Administration
La commune se compose de deux quartiers :
- Želízy
- Nové Tupadly
- Sitné

## Transports
Par la route, Želízy se trouve à 2,5 km de Liběchov, à 10 km de Mělník et à 56 km de Prague.